# 1765
1765 (MDCCLXV) je bilo navadno leto, ki se je po gregorijanskem koledarju začelo na torek, po 11 dni počasnejšem julijanskem koledarju pa na soboto.

## Rojstva
- 27. marec - Franz Xaver von Baader, nemški teolog, filozof († 1841)
- 29. september - Karl Ludwig Harding, nemški astronom († 1834)

## Smrti
- 17. maj - Alexis Claude Clairaut, francoski matematik, astronom (* 1713)